# Groupe Dassault
Groupe Industriel Marcel Dassault S.A. (GIMD, Dassault Group) is een Franse holding. Het bedrijf is in het bezit van de familie Dassault maar wordt sinds 2014 geleid door Charles Edelstenne. De voorloper Dassault Industries werd na de Tweede Wereldoorlog opgericht door Marcel Dassault.

## Bedrijven
- Dassault Aviation (55,55%)
- Dassault Systèmes (41,11%)
- Lagardère Active (20%)
- Dassault Développement
- Dassault Communication
- Sogitec
- Dassault Falcon Jet
- Dassault Falcon Service
- Dassault Multimedia
- Dassault Investissements
- SABCA (53,28%)
- Socpresse (87%)
- Sociéte des véhicules électriques
- Immobiliere Dassault
- Artcurial